# 凱普哈特 (加利福尼亞州)
凱普哈特（英語：Kephart）是位於美國加利福尼亞州莫多克縣的一個非建制地區。該地的面積和人口皆未知。

## 地理
凱普哈特的座標為41°35′21″N 120°18′51″W / 41.58917°N 120.31417°W，而該地的平均海拔高度為1319米（即4327英尺）。